# キーフレーム
キーフレーム（英: key frame）は重要度の高いフレームである。英: keyframe とも。
分野によって「キー / 重要」の意味合いは異なる。アニメーションや映画制作においてはスムーズなトランジションの開始点と終了点を定義する描画またはショット。これらは、時間内の位置がフィルムのストリップまたはデジタルビデオ編集タイムライン上のフレームで測定されるため、フレームと呼ばれる。キーフレームのシーケンスは、視聴者が見る動きを定義するが、フィルム、ビデオ、またはアニメーション上のキーフレームの位置は、動きのタイミングを定義する。1秒間に2つか3つのキーフレームだけが動きの錯覚を引き起こさないため、残りのフレームは「合間」で埋められる。

## パラメータを変更する手段としてのキーフレームの使用
アニメーション（特に3Dグラフィックス）をサポートするソフトウェアパッケージには、1つのオブジェクトに対して変更できる多くのパラメータがある。このようなオブジェクトの一例はライトである（3Dグラフィックスでは、ライトは実際のライトと同様に機能する。それらは照明を引き起こし、影を落とし、鏡面ハイライトを作成する）。ライトには、光の強度、ビームサイズ、ライトの色、ライトによって投影されるテクスチャなど、多くのパラメータがある。アニメーターが、事前定義された期間内にビームサイズをある値から別の値にスムーズに変更することを望んでいると仮定すると、これはキーフレームを使用することで実現できる。アニメーションの開始時に、ビームサイズの値が設定され、アニメーションの終了には別の値が設定される。したがって、ソフトウェアプログラムは2つの値を自動的に補間し、スムーズな遷移を作成する。

## ビデオ編集
ノンリニアデジタルビデオ編集やビデオ合成ソフトウェアでは、キーフレームはパラメータに加えられた変更の開始または終了を示すために使用されるフレームを指す。例えばキーフレームを設定し、オーディオが特定のレベルまでフェードアップまたはフェードダウンするポイントを示すことができる。

## ビデオ圧縮
ビデオ圧縮では、「イントラフレーム（英語: intra-frame）/ Iフレーム」とも呼ばれるキーフレームは、完全な画像がデータストリームに保存されるフレームである。ビデオ圧縮では、保存する必要のある情報の量を大幅に削減するために、あるフレームから次のフレームに発生する変更のみがデータストリームに保存される。この手法は、ほとんどのビデオソース（一般的な映画など）では、フレームごとに画像がわずかに変化するだけであるという事実を利用している。あるカメラショットから別のカメラショットに切り替えるときやシーンの変更時など、画像に大幅な変更が発生するたびに、キーフレームを作成する必要がある。2つのフレーム間の視覚的な違いが非常に大きく、前のフレームから新しい画像を段階的に表すには、画像全体を再作成するよりも多くのデータが必要になる場合は、フレームの画像全体を出力する必要がある。
ビデオ圧縮はフレーム間の増分変更のみを保存するため（キーフレームを除く）、ビデオストリーム内の任意の場所に早送りまたは巻き戻しすることはできない。これは、特定のフレームのデータが、そのフレームが前のフレームとどのように異なっていたかを表すだけである。そのため、ビデオのエンコード中に任意の間隔でキーフレームを含めると便利である。たとえば、キーフレームの自動作成を保証するのに十分な視覚的変化がビデオ画像にない場合でも、キーフレームはビデオの10秒ごとに1回出力される場合がある。これにより、最低10秒間隔でビデオストリーム内をシークできる。欠点は、フレームの視覚的表現に必要のないときに多くのキーフレームが追加されるため、結果のビデオストリームのサイズが大きくなることである。ただし、この欠点は、ビットレートが高品質のためにすでに高い値に設定されている場合（DVD MPEG-2形式の場合のように）、大きな圧縮損失を引き起こさない。

## アニメーション
アニメーションにおけるキーフレームは動きの要所が描かれたコマである。
ポーズ・トゥ・ポーズ方式のアニメーションでは要所となるポーズ（キーポーズ）を先に描き、このポーズ間を補間することで一連のアニメーションを生み出している。キーポーズが描かれたコマ（=フレーム）がキーフレームである。
アニメ制作においてキーフレームの設計図は原画、実際の映像に映るキーフレームの線画は原トレと呼ばれる。キーフレーム以外の、補間により描かれるコマは中割と呼ばれる。コンピュータアニメーションでは自動中割/自動補間が活用されることがあり、この「キーフレーム設定 + 自動中割」をキーフレームアニメーションと呼ぶ。